# Plamének přímý
Plamének přímý (Clematis recta) je druh nepopínavé rostliny z rodu plamének, kvete drobnými bílými květy.

## Výskyt
Roste v Evropě včetně západního Ruska. Severní hranice areálu výskytu probíhá Francii, středním Německem a jihem Polska a dále se táhne až po Moskevskou oblast v Rusku. Byl zavlečen do Severní Ameriky. Vyhledává kamenité i hlinité zásadité propustné půdy, např. vápence, opuky a vápnité spraše. Vyrůstá na výslunných stráních mezi křovinami a ve světlých listnatých hájích.
V Čechách roste v Českém středohoří, Českém krasu, dolním Povltaví, středním a východním Polabí a izolovaně v okolí Sušice. Na Moravě je k vidění na Hané v okolí Olomouce a dále se vyskytuje od moravského podhůří Českomoravské vysočiny přes Brněnskou vrchovinu, Znojemsko, Mikulovskou vrchovinu až po Bílé Karpaty.

## Popis
Je to vytrvalá, opadavá, nepopínavá rostlina s přes 1 m vysokou, jemně rýhovanou, na bázi výjimečně dřevnatějící lodyhou, která se nahoře větví. Lodyha, dole hladká a nahoře jemně chlupatá, je vespod porostlá nedělenými listy se širokou vejčitou čepelí 9 až 12 cm dlouhou. Střední a horní listy s řapíky 2 až 6 cm jsou lichozpeřené se 3 až 5 páry celokrajných zašpičatělých lístků srdčitě vejčitého tvaru s vyniklou žilnatinou. Lístky bývají dlouhé 3 až 6 cm a široké 2 až 4 cm, jejich řapíčky měří 1 až 4 cm, na líci jsou lístky barvy tmavě zelené a na rubu bledší.
Bílé oboupohlavné rozevřené květy mívají v průměru 3 cm. Vyrůstají na 1 až 3 cm dlouhých stopkách a bývají seskupeny do bohatých vrcholových vidlanů. Čtyři až pět bílých, volných kališních lístků má vzhled lístků korunních. Jsou úzce vejčité a bývají dlouhé do 1,5 a široké 0,5 cm. V květu je 20 až 50 tyčinek bílé barvy dosahující 2/3 délky okvětních lístků, mají tenké, čárkovité lysé nitky s malými světle žlutými prašníky. Pestíků bývá 8 až 25 a jsou dlouhé jen 5 až 8 mm. Ve květu nejsou nektarové žlázky, květy lákají opylovací hmyz na vůni pylu. Kvetou v červnu a červenci.
Lysé nebo řídce chlupaté, asi 5 mm velké nažky vejčitého tvaru mají 1 až 2 cm dlouhý pérovitý přívěsek pro snazší roznášení větrem.

## Využití
Jeho listy obsahují ostrou látku, která způsobuje na kůži alergickou reakci podobnou popálenině, při vnitřním použití poškozuje žaludek a střeva. Po usušení rostliny se jedovatost ztrácí, v minulosti se používaly hlavně jako léku proti nemocem mužských pohlavních orgánů, v současnosti se tato droga používá jen v homeopatii. Přestože plamének přímý je prakticky celý jedovatý, k otravám pro jeho palčivou chuť nedochází.

## Ohrožení
Plamének přímý roste ve volné přírodě České republiky na mnoha místech, počty jedinců na jednotlivých lokalitách jsou však malé. Pro jeho záchranu a případné zvýšení početního stavu volně rostoucích rostlin byl v "Černém a červeném seznamu cévnatých rostlin České republiky" prohlášen za ohrožený druh (C3-VU).